# قديم خان (خسرو أباد)
قدیم خان (بالفارسية: قدیم خان) هي قرية تقع في إيران في قسم خسرو أباد الريفي. يقدر عدد سكانها بـ 139 نسمة بحسب إحصاء 2016.